# Нусдорф-ам-Інн
Нусдорф-ам-Інн (нім. Nußdorf am Inn) — громада в Німеччині, розташована в землі Баварія. Підпорядковується адміністративному округу Верхня Баварія. Входить до складу району Розенгайм.
Площа — 28,61 км2. Населення становить 2689 ос. (станом на 31 грудня 2020).